# Транспорт в Великобритании
Великобритания — островное государство, следовательно, все основные перевозки и торговля проходят с помощью морского и воздушного транспорта.
Основными транспортными узлами служат морские порты (крупнейшие из них — Лондон, Саутгемптон, Ливерпуль, Кингстон-апон-Халл и Харидж).

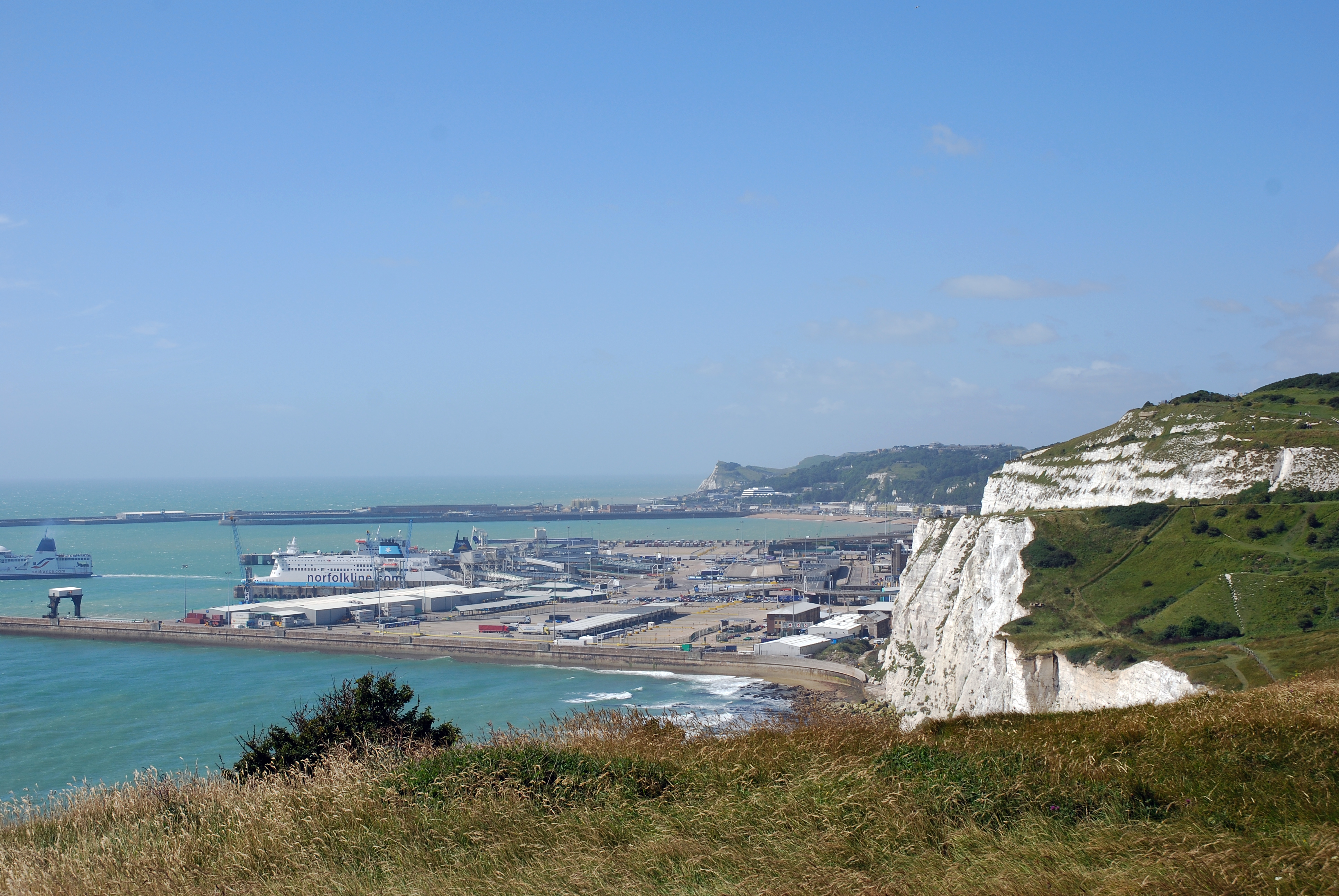
Порт Дувра

С континентом Великобритания связана тоннелем под проливом Ла-Манш,
двумя железнодорожными паромами (Дувр — Дюнкерк и Харидж — Остенде),
и многочисленными морскими автомобильными и пассажирскими паромами — с Данией, Швецией, Норвегией, Францией и Нидерландами.

## Автомобильный транспорт
Во внутренних грузовых перевозках наибольшую роль играет автомобильный транспорт.
A1 — самая длинная нумерованная дорога страны.

## Железнодорожный транспорт

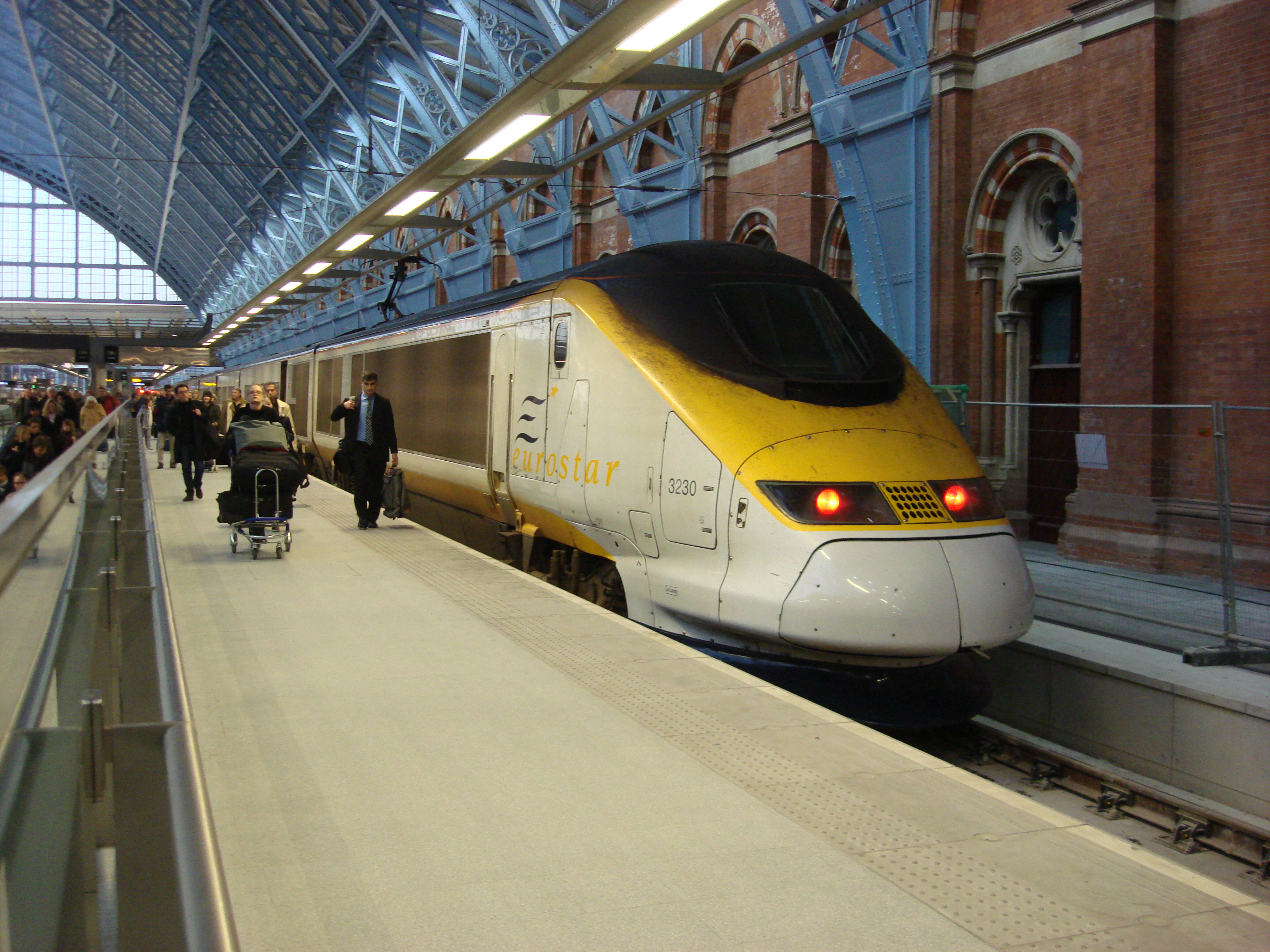
Поезд Eurostar на вокзале Сент-Панкрас

До середины XX века сеть железных дорог Великобритании сокращалась, но сейчас в связи с ростом пассажиропотока начинается её расширение (в 2013 году перевезено рекордное число пассажиров за всё время). Общая длина линий — около 32 тыс. км, 1/3 линий (в сельских районах) нерентабельна, но сохранена по социальным причинам. Также падает значение речного транспорта.
Метрополитен имеется в Лондоне, Глазго, Ньюкасле и Ливерпуле.

## Морской транспорт
Около 95 % тоннажа и 75 % стоимости британских внешнеторговых грузов перевозится морским путем. В Великобритании имеется более 70 международных морских торговых портов, а также более 200 небольших портовых пунктов, где обрабатываются местные грузы.
В Лондоне расположена штаб-квартира Международной морской организации, представительства более 120 судоходных компаний, старейший в мире Ллойдовский морской регистр, в котором зарегистрировано до 20 % тоннажа мирового морского торгового флота.

## Внутренний водный транспорт

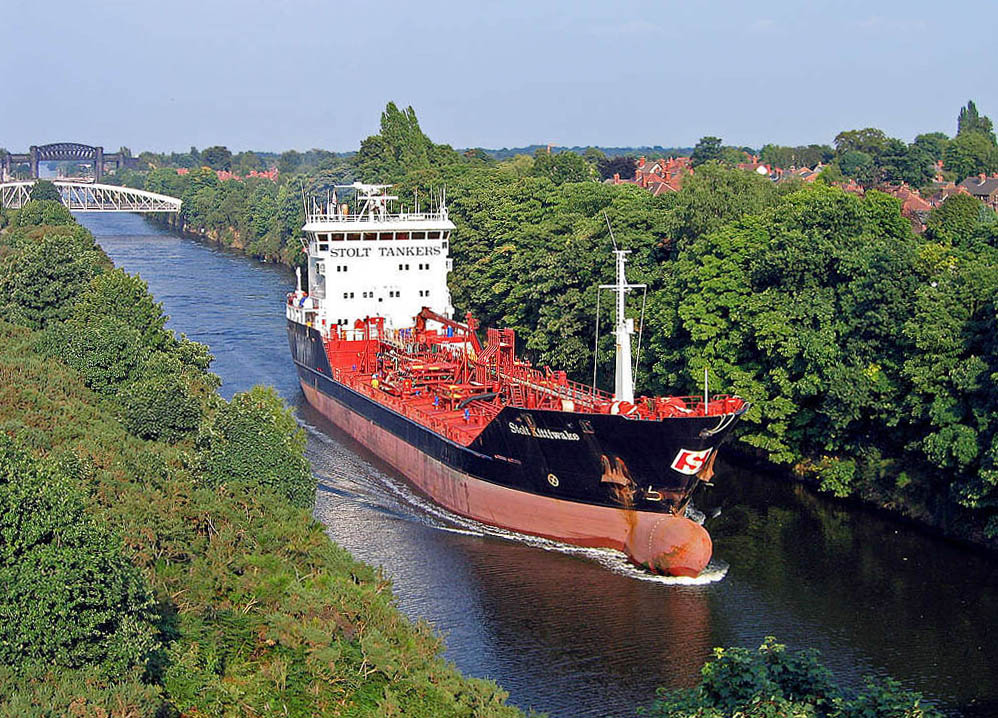
Речной танкер на Манчестерском канале

Длина внутренних водных путей Великобритании составляет 5 тыс. км, имеется свыше 200 речных торговых портов.
Важной частью сети внутренних водных путей являются каналы Великобритании. Несмотря на период забвения, сегодня система каналов вновь активно используется, причем вновь открываются заброшенные и бесхозные каналы и организуются новые маршруты.

## Авиационный транспорт
Быстро развивается авиационный транспорт. С 1980-х гг. авиаперевозки пассажиров и грузов возросли более чем втрое.
British Airways — ведущая международная авиакомпания.
В стране насчитывается около 450 гражданских аэропортов, крупнейший из них — Хитроу в Лондоне.